# День работников морского и речного флота

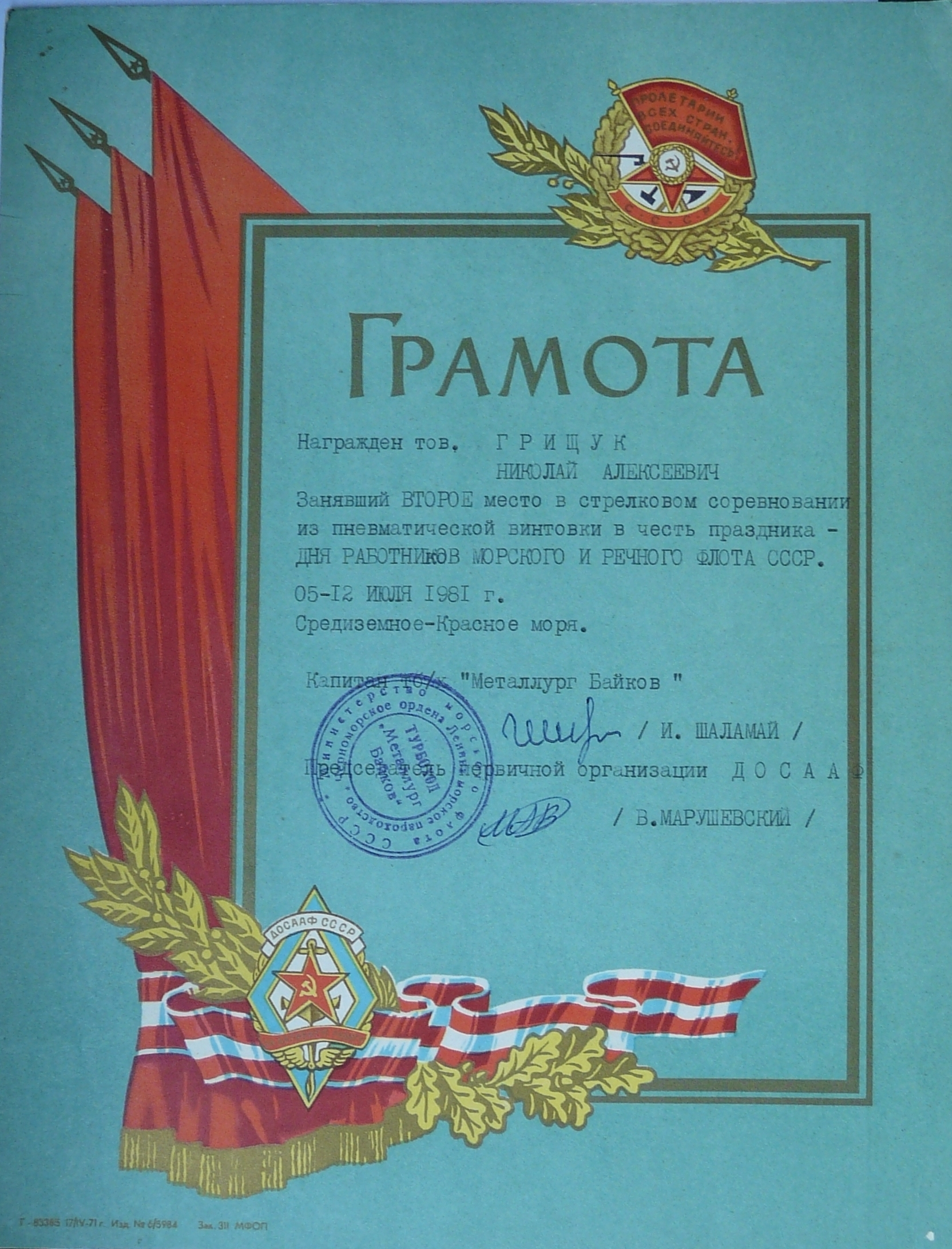
Грамота за второе место в соревновании по стрельбе из пневматической винтовки на пароходе "Металлург Байков" Черноморского морского пароходства проведенного с 5 по 12 июля 1981 года в честь Дня Работников Морского и Речного Флота и в ходе рейса судна в Средиземном и Красном морях. Это было первое празднование этого Дня в СССР.

День работников морского и речного флота — профессиональный праздник работников морского и речного флота, отмечаемый ежегодно в первое воскресенье июля.

## История праздника
Учреждён Указом Президиума Верховного Совета СССР от 1 октября 1980 года № 3018-X «О праздничных и памятных днях», в редакции Указа Президиума Верховного Совета СССР от 1 ноября 1988 года № 9724-XI «О внесении изменений в законодательство СССР о праздничных и памятных днях».
Первое празднование этого Дня-праздника выпало на воскресенье, 5 июля 1981 года и на некоторых судах Черноморского морского пароходства его отмечали различными соревнованиями. Так на пароходе «Металлург Байков» с 5 по 12 июля проводилось соревнование по стрельбе из пневматического ружья в честь праздника Дня работников морского и речного флота, что являлось также частью программы ДОСААФ по военной подготовке гражданских моряков в период Холодной войны — смотри грамоту справа.
На береговых предприятиях Министерства морского флота (портах, СРЗ) праздник широко отмечался спортивными соревнованиями, массовыми мероприятиями, рыбалкой и шашлыками. На многих предприятиях эта традиция имеет место и сейчас.
После распада Советского Союза этот праздник по-прежнему сохранился в России и на Украине. С 2025 года отмечается в первое воскресенье июля в Казахстане.

## Был ли подобный праздник до 1981 года?

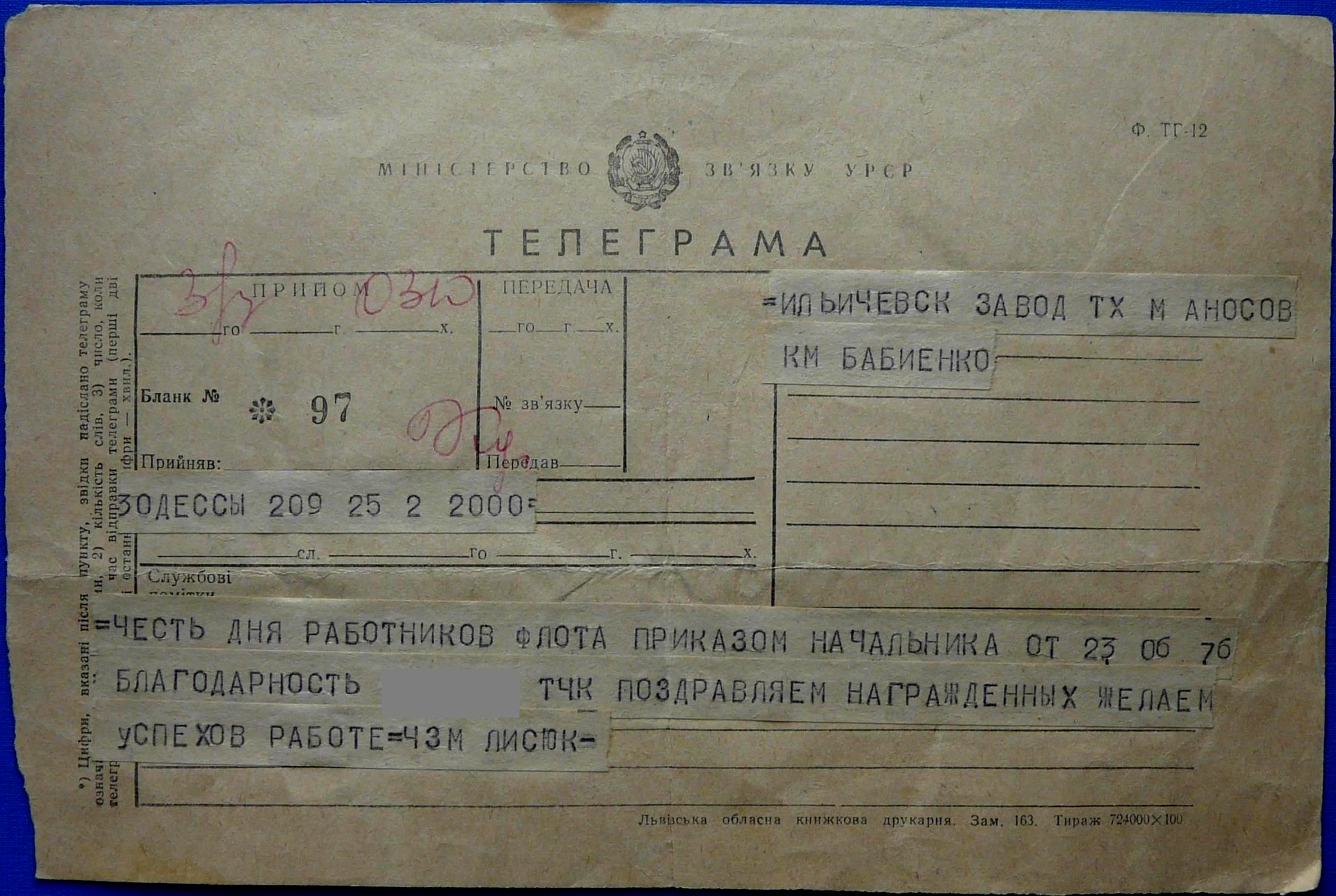
Телеграмма от Зам. Начальника Черноморского морского пароходства (сокращённо "ЧМП") на судно "Металлург Аносов". В этой телеграмме есть слова "в честь праздника работника флота". В телеграмме дата приказа 23 июня 1976 года, то есть получена она на судне 24 или 25 июня.

Работники морского торгового флота, включая моряков, не имели своего праздника. Однако, в Черноморском морском пароходстве (возможно и не только в нём) считали 24 июля не только Днём Военно-Морского Флота СССР, но и Днём всех Работников Морского Флота СССР. На то в Черноморском морском пароходстве были свои причины - именно суда этого пароходства принимали самое большое участие в военных перевозках СССР, в прорыве блокады Кубы и в прочих перевозках в горячие точки планеты. Но торговые моряки не праздновали этот день, 24 июля, так как не считали его своим. Однако, поздравительные телеграммы от руководства пароходства следовали в адрес судов и моряков, - смотрите телеграмму справа (любопытно, что она датирована июнем, а не июлем).
Интересно, что в 2010 году Международная организация ИМО приняла решение отмечать Международный день моряка 25 июня.